# 青山路街道 (包头市)
青山路街道，是中华人民共和国内蒙古自治区包头市青山区下辖的一个乡镇级行政单位。

## 行政区划
青山路街道下辖以下地区：
自由路四号街坊社区、六合成社区、呼得木林大街四号街坊社区、都兰社区、青山路五号社区、民主路一号街坊社区、北新社区和朝阳一社区。